# 劇場導演

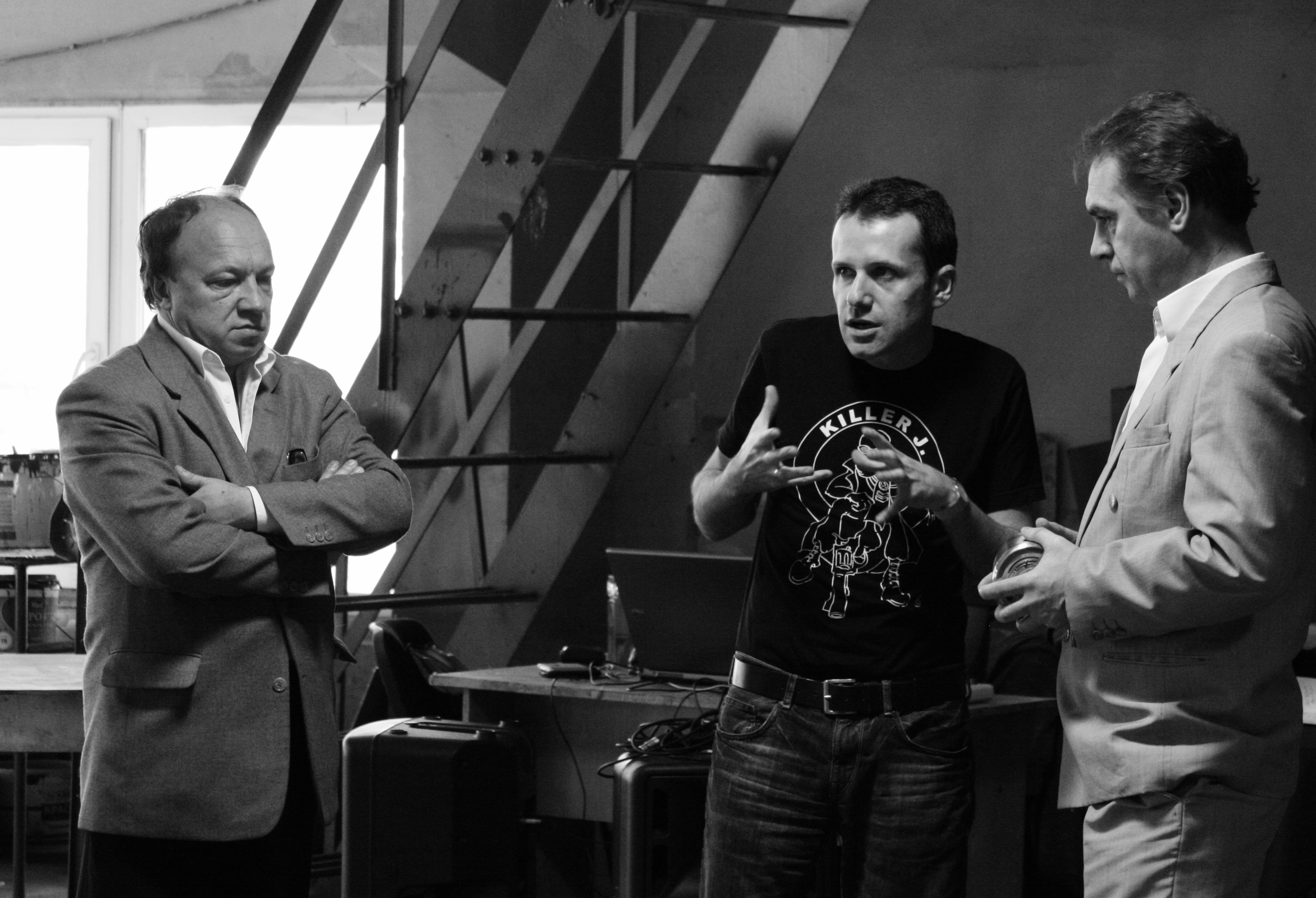
正在进行教学的戏剧导演

劇場導演（英語：theatre director），或称演出家（日语：／），是指導戲劇、歌劇和舞蹈等舞台作品的職業。
廣義上也可以是指：指導電視劇、廣播劇、動畫等聲音、影像作品的職業，但這類媒體作品的演出家通常被稱為「監督」或「導演」。另外，舞台劇的「導演」與「舞台監督」屬於不同的職位。 
指導劇場用電影拍攝的人通常被稱為電影導演。在電視劇分成用膠片拍攝的電視電影和VTR錄製的片場劇的1980年代左右，前者被稱為監督，而後者被稱為演出；很多時候可以在電影片頭/尾字幕的工作人員名單中見到這二者，但是現在前者幾乎消失了，因此這種區分已經失效。

## 概要
演出家的工作就是指導影視劇作品走向成功。為此，演員的演技和舞台所需的各種要素都要由其進行協調和指導。
戲劇是由多個人類與藝術領域的合作構成的藝術，在製作一個戲劇所需要的各個部門中，演出家對於戲劇的解釋、概念和作品的藝術方向性、表現手法等都有具體的設想而且掌握著最終的決定權。
演出家首先要做的就是解讀戲劇和劇本。基於這種解釋，演出家將與參與作品創作的其他人員合作，即演員、舞台藝術家等舞台工作人員、服裝設計師、舞台燈光師、舞台音響設計師和製作人。
通常，演出家要花最長時間工作的地點是排練廳。演出家主持排練場的排練，支持演員對戲劇的解釋，引導他們的演技沿著導演的視覺方向發展。在這個排練的過程中，會受到演員的演技和其他舞台工作人員提出的計劃的影響，有時也會因為預算的問題而改變初期概念。
演出家的工作通常在正式演出開始後由舞台監督繼承。在這種情況下，舞台監督有責任在公演期間維持演出家所製定的概念和戲劇的進展。
以上的說明，根據公司所持有的方法論的不同，可能會有很大的差異。例如，主演演員的團長也有可能掌握最終決定權，在不使用戲劇而進行集體創作的劇團裏，演出家的首要工作當然不是詮釋戲劇。另外，公演期間作品品質的維持，不是由舞台監督而是由演出家管理的公司也不在少數。再者，在電影中，不可能只以缺席的演出家的名義來進行重拍，但在戲劇中卻是慣例，使用已經去世很久的演出家的名字來進行公演的情況也不少見。也就是說，演出概念和劇本一樣，像獨立的著作一樣流通著。  

## 現場活動中的導演
雖說是活動，但規模從體育場到小型活動空間、展覽會等多種多樣。其形態、類型也大多表現為音樂會和各種表演等娛樂活動、企業與團體的宣傳及活動、聚會和慶祝活動以及封閉式激勵活動等。理解各活動的宗旨和概念，對目標（觀眾和聽眾）綜合監製最有效的表現手段，可以說是LIVE活動中演出家的職責。具體來說，就是巧妙地與整體視覺（從觀眾席的角度看）、構成、表現手段、表現內容為主體（藝術家、概念、PR內容）進行搭配。因此，根據活動形式、類型、宗旨的不同，會場、目標、表現、規模也完全不同，擁有各自活動經驗的演出家也各不相同。另外，也有少數能駕馭幾乎所有類型的演出工作的復合型演出家。現場活動的演出家接受製作人的委托，在提出演出概念和主題後，開始了構成工作。根據構成的不同，整個故事也會變得明朗，每個場景都會根據自己的印象來討論怎樣的表現，根據劇本來計劃更細致的場景化妝、舞台設計、噱頭。因為追求具體的表現印象，所以現場演出的演出家經常會自己寫劇本。涉及到舞台美術、照明、音響、影像、出演的演員、服裝、編舞等所有環節，現場活動的演出家承擔概念、主題、具體的表現印象的責任。現場活動的演出家有公司所屬、自由職業者、娛樂演出項目所屬等多種形式。